# 土方雄武
土方 雄武（ひじかた かつたけ、1905年（明治38年）8月1日 - 1973年（昭和48年）6月29日）は、菰野藩主末裔で元華族（子爵）。従4位。

## 経歴
明治38年（1905年）8月、後に日本銀行総裁を務めた土方久徴の次男として誕生した。初名は武彦。父の兄である子爵土方雄志の養子となる。大正15年（1926年）1月15日、養父雄志の隠居により、家督を相続する。関東軍司令部勤務の陸軍中尉となり、ケンブリッジ大学に留学した。昭和11年（1936年）に帰国し、同年12月21日、宮内省式部官兼主猟官に就任したが、翌昭和13年（1938年）10月に辞職した。戦時下には台湾総督府の施政官となった。昭和19年（1944年）、近藤繁司の長女清子と結婚した。岳父の近藤は大分県国東からウラジオストクに渡って回漕業などで成功し、1932年にハルピンに移って近藤林業公司を営み「満洲の林業王」と呼ばれた実業家で、ウラジオストック生まれの清子は従兄（父親の姉の子）と結婚したが1938年に死別したため雄武と再婚した。
陸軍中尉として終戦を迎える。昭和48年（1973年）6月29日、死去。

## 家族
子女は1女
- 父：土方久徴
- 母：不詳
- 養父：土方雄志
- 妻：清子 - 近藤繁司の長女
- 子女
  - 女子